# میجان (قفقاز)
میجان (به ترکی آذربایجانی: Mican) یک منطقهٔ مسکونی در جمهوری آذربایجان است که در شهرستان اسماعیل‌لی واقع شده‌است. میجان ۲٬۹۹۶ نفر جمعیت دارد.